# Aunacario di Auxerre
Aunacario (Orléans, ... – Auxerre, 25 settembre 605) è stato vescovo di Auxerre.

## Biografia
Nacque in una famiglia di nobili di Orléans: il fratello era Austreno, vescovo di Orléans, la sorella sant'Austregilde, madre di san Lupo, vescovo di Sens.
Dopo aver passato qualche anno alla corte di Borgogna, Aunacario si recò alla tomba di san Martino di Tours e fu accolto nel clero mettendosi sotto la disciplina di Siagrio, vescovo di Autun. Fu eletto vescovo di Auxerre nel 561. 
Aunacario fu presente al IV concilio di Parigi nel 573, ai concili di Macon del 583 e del 585. Papa Pelagio II gli scrisse due lettere per annunziargli l'invio di reliquie con le sue felicitazioni personali per la prosperità della diocesi di Auxerre. 
Aunacario fece donazioni e fondazioni monastiche; predispose inoltre i regolamenti per la sua diocesi, specialmente sulle vigilie delle feste e sulla recita delle litanie nel primo giorno di ogni mese. Convocò un sinodo diocesano, che dispose gli articoli sulla disciplina ecclesiastica e sulla superstizione.
Ad Aunacario si attribuisce la redazione di un esemplare del Martirologio Geronimiano e dei testi agiografici in onore dei suoi predecessori, sant'Amatore e san Germano. 
Aunacario morì probabilmente nel 605.

## Culto
Dal Martirologio Romano: "Ad Auxerre in Neustria, nell'odierna Francia, sant'Aunacario, vescovo, durante il cui episcopato fu completato il Martirologio Geronimiano".
Le sue reliquie, nascoste nel 1567 per essere sottratte alla profanazione dei calvinisti, sono state in seguito ritrovate e riconosciute autentiche.